# هنري مورتون
هنري مورتون (بالإنجليزية: Henry Morton)‏ هو سياسي أسترالي، ولد في 19 أكتوبر 1867، وتوفي في 3 يونيو 1932 بسيدني في أستراليا. انتخب عضو الجمعية التشريعية نيو ساوث ويلز.